# SM U-100
SM U-100 – niemiecki okręt podwodny typu U-57 zbudowany w AG Weser w Bremie w latach 1915-1917. Wodowany 25 lutego 1917 roku, wszedł do służby w Cesarskiej Marynarce Wojennej 16 kwietnia 1917 roku, a jego dowódcą został kapitan Freiherr Degenhart von Loë. U-100 w czasie ośmiu patroli zatopił 10 statków o pojemności 34 505 BRT oraz dwa uszkodził o łącznej pojemności 5272 BRT. 31 maja 1917 roku został przydzielony do II Flotylli, w której służył do 11 listopada 1918 roku.
W czasie pierwszego patrolu na Morzu Północnym, 14 czerwca 1917 roku, U-100 storpedował i zatopił norweski statek żaglowy „Cedarbank”, o pojemności 2825 BRT. Statek płynął z ładunkiem artykułów spożywczych. W wyniku ataku zginęła cała załoga żaglowca, łącznie 26 marynarzy.
16 kwietnia 1918 roku około 90 mil na północny wschód od wybrzeży Irlandii, U-100 zatopił brytyjski statek pasażerski SS „Lake Michigan”, o pojemności 9288 BRT. 
Ostatnim zatopionym przez U-100 statkiem był brytyjski parowiec SS „Montebello” o pojemności 4324 BRT. Statek płynął z Londynu do Hampton Roads, zginęło 41 członków załogi.
Po kapitulacji Niemiec okręt poddał się 27 listopada 1918 roku Royal Navy. W 1922 roku został zezłomowany w Swansea.